# Pachydactylus geitje
Pachydactylus geitje este o specie de șopârle din genul Pachydactylus, familia Gekkonidae, descrisă de Sparrman 1778. Conform Catalogue of Life specia Pachydactylus geitje nu are subspecii cunoscute.

## Galerie

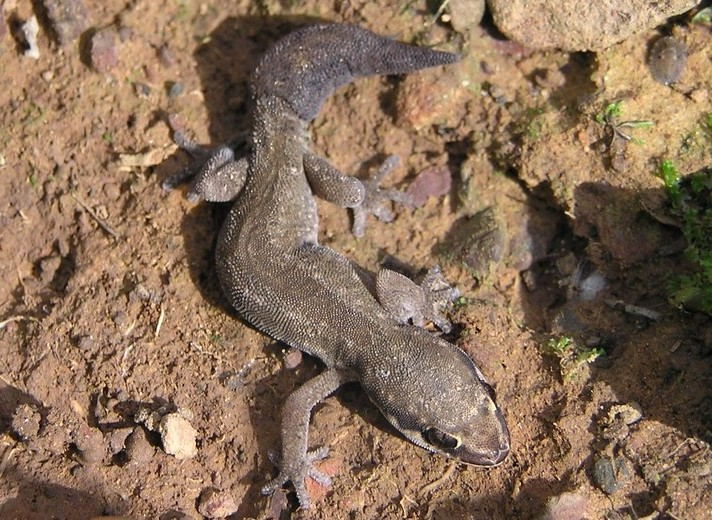